# Páros műkorcsolya az 1960. évi téli olimpiai játékokon
Az 1960. évi téli olimpiai játékokon a műkorcsolya páros versenyszámát február 19-én rendezték. Az aranyérmet a kanadai Barbara Wagner–Robert Paul-páros nyerte. A versenyszámban nem vett részt magyar páros.

## Végeredmény
Hét bíró pontozta a versenyzőket. A pontok alapján a bírók mindegyikénél külön-külön kialakult egy sorrend, ez egy helyezési pontszámot is jelentett. A végeredmény a következő kritériumok alapján alakult ki:
1. „Többségi helyezések száma”. Az a versenyző végzett előrébb, akit a bírók többsége előrébb rangsorolt. A bírók többsége azt jelentette, hogy a legjobb 4 helyezést adó bíró helyezési pontszámait vették figyelembe, de ha a 4. bíró helyezésével még volt azonos helyezés, akkor az(oka)t is figyelembe vették. Ezt az adatot tartalmazza az oszlop. (Pl. a „6×3+” azt jelenti, hogy a versenyző 6 bírónál az első 3 hely valamelyikén végzett.)
2. „Többségi helyezések összege” (a figyelembe vett bírók helyezési pontszámainak összege)
3. „Helyezések összege” (az összes bíró helyezési pontszámainak összege)
4. „Pont” (az összes bíró által adott összpontszám)

| Helyezés | Versenyzők                                                          | Helyezési pontszámok bírónként | Helyezési pontszámok bírónként | Helyezési pontszámok bírónként | Helyezési pontszámok bírónként | Helyezési pontszámok bírónként | Helyezési pontszámok bírónként | Helyezési pontszámok bírónként | Több. hely. száma | Több. hely. össz. | Hely. össz. | Pont |
| Helyezés | Versenyzők                                                          | 1                              | 2                              | 3                              | 4                              | 5                              | 6                              | 7                              | Több. hely. száma | Több. hely. össz. | Hely. össz. | Pont |
| -------- | ------------------------------------------------------------------- | ------------------------------ | ------------------------------ | ------------------------------ | ------------------------------ | ------------------------------ | ------------------------------ | ------------------------------ | ----------------- | ----------------- | ----------- | ---- |
| Arany    | Kanada (CAN)-1 · Barbara Wagner · Robert Paul                       | 1,0                            | 1,0                            | 1,0                            | 1,0                            | 1,0                            | 1,0                            | 1,0                            | 7×1+              | 7,0               | 7,0         | 80,4 |
| Ezüst    | Egyesült Német Csapat (EUA)-1 · Marika Kilius · Hans-Jürgen Bäumler | 4,0                            | 2,0                            | 3,0                            | 2,0                            | 2,0                            | 2,0                            | 4,0                            | 4×2+              | 8,0               | 19,0        | 76,8 |
| Bronz    | Egyesült Államok (USA)-1 · Nancy Ludington · Ronald Ludington       | 3,0                            | 3,0                            | 2,0                            | 6,0                            | 6,5                            | 4,0                            | 3,0                            | 4×3+              | 11,0              | 27,5        | 76,2 |
| 4.       | Kanada (CAN)-2 · Maria Jelinek · Otto Jelinek                       | 2,0                            | 4,0                            | 4,0                            | 3,0                            | 4,0                            | 7,0                            | 2,0                            | 6×4+              | 19,0              | 26,0        | 75,9 |
| 5.       | Egyesült Német Csapat (EUA)-2 · Margret Göbl · Franz Ningel         | 5,0                            | 5,0                            | 8,0                            | 4,0                            | 3,0                            | 3,0                            | 8,0                            | 5×5+              | 20,0              | 36,0        | 72,5 |
| 6.       | Szovjetunió (URS)-1 · Nyina Zsuk · Sztanyiszlav Zsuk                | 7,0                            | 6,0                            | 5,0                            | 5,0                            | 5,0                            | 5,0                            | 5,0                            | 5×5+              | 25,0              | 38,0        | 72,3 |
| 7.       | Egyesült Német Csapat (EUA)-3 · Rita Blumenberg · Werner Mensching  | 9,0                            | 7,5                            | 7,0                            | 7,0                            | 6,5                            | 6,0                            | 10,0                           | 4×7+              | 26,5              | 53,0        | 70,2 |
| 8.       | Ausztria (AUT) · Diana Hinko · Heinz Döpfl                          | 10,0                           | 7,5                            | 6,0                            | 8,0                            | 8,0                            | 9,0                            | 6,0                            | 5×8+              | 35,5              | 54,5        | 69,8 |
| 9.       | Szovjetunió (URS)-2 · Ljudmila Belouszova · Oleg Protopopov         | 6,0                            | 9,0                            | 9,5                            | 10,0                           | 11,0                           | 8,0                            | 7,0                            | 4×9+              | 30,0              | 60,5        | 68,6 |
| 10.      | Egyesült Államok (USA)-2 · Maribel Owen · Dudley Richards           | 8,0                            | 10,0                           | 11,0                           | 12,0                           | 9,0                            | 10,0                           | 9,0                            | 5×10+             | 46,0              | 69,0        | 67,5 |
| 11.      | Egyesült Államok (USA)-3 · Ila Ray Hadley · Ray Hadley              | 12,0                           | 13,0                           | 12,0                           | 9,0                            | 10,0                           | 11,0                           | 11,0                           | 4×11+             | 41,0              | 78,0        | 65,7 |
| 12.      | Ausztrália (AUS) · Jacqueline Mason · Mervyn Bower                  | 11,0                           | 11,0                           | 13,0                           | 11,0                           | 13,0                           | 12,0                           | 12,0                           | 5×12+             | 57,0              | 83,0        | 63,7 |
| 13.      | Dél-afrikai Unió (RSA) · Marcelle Matthews · Gwyn Jones             | 13,0                           | 12,0                           | 9,5                            | 13,0                           | 12,0                           | 13,0                           | 13,0                           | 7×13+             | 85,5              | 85,5        | 63,6 |